# Glenda Linscott
Glenda Linscott es una actriz inglesa, conocida por haber interpretado a Imogen Soamses en Murder Call y a Rita Connors en Prisoner.

## Biografía
Glenda es hija de un policía, nació en Inglaterra sin embargo de pequeña se mudó a Adelaida (Australia).
Estudió en la prestigiosa escuela australiana National Institute of Dramatic Art (NIDA) de donde obtuvo un grado en arte dramático.
En 2008 creó su propio negocio Perform with Confidence para entrenar a futuros actores.
Está casada con Richard.

## Carrera
En 1985 se unió al elenco de la serie Prisoner donde interpretó a la criminal Rita "The Beater" Connors hasta 1986.
En 1997 se unió como personaje principal de la serie policíaca Murder Call donde interpretó a la doctora Imogene "Tootsie" Soamses hasta el final de la serie en el 2000.
El 16 de noviembre de 2011 se unió como personaje recurrente a la popular serie australiana Neighbours donde interpretó a la doctora Jessica Girdwood, hasta el 27 de marzo de 2012.

## Filmografía
Series de televisión
| Año         | Serie                          | Personaje             | Notas                        |
| ----------- | ------------------------------ | --------------------- | ---------------------------- |
| 2013        | Miss Fisher's Murder Mysteries | Mrs. Biggs            | episodio "Deadweight"        |
| 2011 - 2012 | Neighbours                     | Jessica Girdwood      | 8 episodios                  |
| 2011        | Winners & Losers               | Lily Patterson        | 4 episodios                  |
| 2006        | Real Stories                   | Madre de Jesse Martin | episodio # 1.3               |
| 2004        | Mcleod's Daughters             | Celia Rivers          | episodio "Second Chance"     |
| 2004        | Fergus McPhail                 | Gabrielle             | 2 episodios                  |
| 2003        | M.D.A.                         | Gretel Celeste        | episodio "Eternity"          |
| 2001        | All Saints                     | Anna Murchinson       | episodio "Look Into My Eyes" |
| 1997 - 2000 | Murder Call                    | Dra. Imogene Soamses  | 31 episodios                 |
| 1995        | Soldier Soldier                | Betty Palmer          | episodio "Ill Wind"          |
| 1995        | Janus                          | Kathy Tainsh          | episodio "Fit to Plead"      |
| 1991        | The Miraculous Mellops         | Maestra Moorcroft     | 3 episodios                  |
| 1990        | A Country Practice             | Vera Charles          | 2 episodios                  |
| 1985 - 1986 | Prisoner                       | Rita Connors          | 106 episodios                |
| 1984        | The Cowra Breakout             | Heather               | miniserie                    |

Películas
| Año  | Título                         | Personaje       | Notas |
| ---- | ------------------------------ | --------------- | --- |
| 2011 | Underbelly Files: Infiltration | Sandra          | junto a Sullivan Stapleton, Valentino del Toro, Roy Billing & Henry Nixon                                 |
| 2009 | Transformation                 | Amanda          | corto - junto a Anthony West, Dimitra Passias & Bonnie Leigh-Dodds                                        |
| 2006 | Jindabyne                      | Detective       | junto a Laura Linney, Gabriel Byrne, Deborra-Lee Furness, John Howard, Chris Haywood & Eva Lazzaro        |
| 2004 | Deck Dogz                      | Oficial Exboobs | junto a Sean Kennedy, Brendan Cowell, Richard Wilson, Alyssa McClelland, Ho Thi Lu & Maris J. Caune       |
| 2002 | The Nugget                     | Bunny           | junto a Vince Colosimo, Eric Bana, Stephen Curry, Belinda Emmett, Linda Cropper & Jane Hall               |
| 2001 | The Man Who Sued God           | Actriz          | junto a Billy Connolly, Judy Davis, Colin Friels, Wendy Hughes, Bille Brown, John Howard & Emily Browning |
| 1995 | Back of Beyond                 | Mary Margaret   | junto a Colin Friels, Paul Mercurio, Rebekah Elmaloglou, John Polson, Dee Smart & Terry Serio             |
| 1992 | Big Ideas                      | Liz Dixon       | junto a Peter Kowitz, Justin Rosniak, Geneviève Lemon, Silvio Ofria, Troy O'Hearn & Salvatore Coco        |
| 1987 | The Howling III                | Bahloo          | junto a Barry Otto, William Yang & Imogen Annesley                                                        |

Directora y escritora
| Año  | Título                    | Notas                         |
| ---- | ------------------------- | ----------------------------- |
| 2011 | Game                      | corto - directora & escritora |
| 2010 | Love Your Poison          | obra - directora              |
| 2010 | MelBorn                   | obra - directora              |
| 2010 | The Happy Prince          | obra - directora              |
| 2008 | Our Country's Good        | obra - directora              |
| 2007 | A Midsummer Night's Dream | obra - directora              |

Teatro
| Año  | Obra                                           | Personaje         | Director (a)         | Teatro              | Notas                                                        |
| ---- | ---------------------------------------------- | ----------------- | -------------------- | ------------------- | ------------------------------------------------------------ |
| 2013 | Hate                                           | Eloise            | Marion Potts         | Malthouse Theatre   | junto a Sara Wiseman, William Zappa & Ben Geurens            |
| 2012 | Cogito                                         | -                 | Suzie Hardgrave      | La Mama Theatre     | junto a Kristin Keam, Suzy Cato-Gashler & Frank Handrum      |
| 2011 | Bad Blood Blues                                | Clare             | Chris Parker         | The Loft Theatre    | junto a Blessing Mokgohloa                                   |
| 2008 | Shirley Valentine                              | Shirley Valentine | Jennifer Hagan       | Sydney Theatre      | -                                                            |
| 2007 | Shadow Passion                                 | -                 | Anthony Crowley      | -                   | junto a Danielle Carter, Ali Ammouchi & Sue Jones            |
| 2002 | Daylight Saving                                | -                 | Babs McMillan        | Walkington Theatre  | junto a Frankie J. Holden, Christopher Parker & Joe Petruzzi |
| 2001 | Dinner with Friends                            | -                 | Crispin Taylor       | Marian St. Theatre  | junto a Nicholas Eadie, Andrew McFarlane & Tracy Mann        |
| 1996 | Communicating Doors                            | -                 | John Krummel         | Marian St. Theatre  | junto a Bridie Carter, Julian Garner & Doug Scroope          |
| 1996 | Speaking in Tongues                            | -                 | Ros Horin            | Griffin Theatre     | junto a Elaine Hudson, Marshall Napier & Geoff Morrell       |
| 1994 | The Cafe Latte Kid/Darling Oscar               | -                 | Marion Potts         | -                   | junto a Lucy Bell, Philip Holder, Penny Cook & Raj Sidhu     |
| 1993 | Scenes from an Execution                       | -                 | Lindy Davies         | Belvoir St. Theatre | junto a Rhys McConnochie, Geoff Morrell & William Zappa      |
| 1993 | Angels in America Part 1                       | -                 | Michael Gow          | Wharf Theatre       | junto a Judi Farr, Paul Goddard & John Stanton               |
| 1992 | Water Daughter/Glycerine Tears                 | -                 | Melissa Bruce        | Stables Theatre     | junto a Brendan Higgins, Deborah Kennedy & Susan Prior       |
| 1992 | Fractured Intimacies                           | -                 | Melissa Bruce        | Stables Theatre     | junto a Brendan Higgins, Deborah Kennedy & Susan Prior       |
| 1992 | Like Whiskey on the Breath of a Drunk You Love | -                 | Ros Horin            | Stables Theatre     | junto a Brendan Higgins, Deborah Kennedy & Susan Prior       |
| 1992 | Pushin' up Daisies                             | -                 | Ros Horin            | Stables Theatre     | junto a Anne Byron, Philip Dodd, Kurt Geyer & Jeff Truman    |
| 1992 | The Stronger                                   | -                 | Richard Buckham      | -                   | junto a Jenny Kent                                           |
| 1992 | The Women of Troy                              | -                 | Michael Gow          | Wharf Theatre       | junto a Anni Finsterer, Judi Farr & Victoria Longley         |
| 1992 | St James Infirmary Blues                       | -                 | George Ogilvie       | Q Theatre           | junto a Vanessa Downing, Damon Herriman & Sam Wilcox         |
| 1991 | Steaming                                       | -                 | Rodney Fisher        | Lyric Theatre       | junto a Mary Acres, Katrina Foster & Wendy Strehlow          |
| 1989 | Deathraft                                      | -                 | Beverley Blankenship | Church Theatre      | junto a Reg Evans, Robert Morgan & Geoff Revell              |
| 1988 | The Browning Version and Harlequinade          | -                 | Paul Eddington       | Comedy Theatre      | junto a Julia Blake, Peter Crossley & Patricia Kennedy       |
| 1983 | The Enemy Within                               | -                 | Margaret Davis       | Ensemble Theatre    | junto a Sabina Dunn, Hilary Larkum & Anna Lee                |
| 1983 | The Two Oddments or The Long and Short Of It   | -                 | -                    | Nimrod Theatre      | junto a Margaret Davis, Wendy Strehlow & Rosalind Woolf      |
| 1978 | The Threepenny Opera                           | -                 | George Whaley        | NIDA Theatre        | junto a John Howard, Linda Cropper & Penny Cook              |
| 1978 | Major Barbara                                  | -                 | John Clark           | NIDA Theatre        | junto a Penny Cook, Peter Cousens & John Howard              |
| 1978 | The Overcoat                                   | -                 | Ken Boucher          | NIDA Theatre        | junto a Peter Cousens, Katrina Foster & Andrew James         |
| 1978 | Dead Timber                                    | -                 | Ken Boucher          | NIDA Theatre        | junto a Peter Cousens, Robert Giltinan& Robert Grubb         |
| -    | Season of Shorts                               | -                 | -                    | Griffin Theatre     | -                                                            |
| -    | Crimes of the Heart                            | -                 | -                    | Marian St. Theatre  | -                                                            |
| -    | Terence Rattigan Double Bill                   | -                 | -                    | Sydney Theatre      | -                                                            |
| -    | Secret Bridesmaid's Business                   | -                 | -                    | Sydney Theatre      | -                                                            |

## Premios y nominaciones
| Año | Categoría    | Premio        | Serie       | Resultado |
| --- | ------------ | ------------- | ----------- | --------- |
| -   | Best Actress | Penguin Award | Murder Call | Ganadora  |
| -   | Best Actress | Penguin Award | Prisoner    | Ganadora  |